# Dolichopoda kiriakii
Dolichopoda kiriakii is een rechtvleugelig insect uit de familie grottensprinkhanen (Rhaphidophoridae). De wetenschappelijke naam van deze soort is voor het eerst geldig gepubliceerd in 2008 door Rampini & di Russo.
1. ↑  (en) Dolichopoda kiriakii op de IUCN Red List of Threatened Species.